# Liste der Baudenkmäler in Wermelskirchen
Die Liste der Baudenkmäler in Wermelskirchen enthält die denkmalgeschützten Bauwerke auf dem Gebiet der Stadt Wermelskirchen im Rheinisch-Bergischen Kreis in Nordrhein-Westfalen (Stand: September 2011). Diese Baudenkmäler sind in der Denkmalliste der Stadt Wermelskirchen eingetragen; Grundlage für die Aufnahme ist das Denkmalschutzgesetz Nordrhein-Westfalen (DSchG NRW).

| Bild                                                   | Bezeichnung                                                        | Lage                                                          | Beschreibung | Bauzeit                                                                             | Eingetragen seit        | Denkmal- nummer |
| ------------------------------------------------------ | ------------------------------------------------------------------ | ------------------------------------------------------------- | --- | ----------------------------------------------------------------------------------- | ----------------------- | --------------- |
| Seniorenwohnheim; ehem. Schuhfabrik                    | Seniorenwohnheim; ehem. Schuhfabrik                                | Dorfhonnschaft Adolf-Flöring-Straße 24 Karte                  | | 1913/17; 1926/27                                                                    |                         | 137             |
| Ehrenmal                                               | Ehrenmal                                                           | Dabringhausen gegenüber Altenberger Straße 45 Karte           | Inschrift der Tafel: "Zum Gedenken an alle Opfer der Kriege und Gewaltherrschaft" | 1937                                                                                |                         | 135             |
| Parkanlage, ehem. Friedhof                             | Parkanlage, ehem. Friedhof                                         | Dabringhausen Altenberger Straße Karte                        | | 1959                                                                                |                         | 136             |
| weitere Bilder                                         | altes Rathaus                                                      | Dabringhausen Altenberger Straße 54 Karte                     | | 1890                                                                                |                         | 145             |
| weitere Bilder                                         | Evangelische Pfarrkirche Dabringhausen                             | Dabringhausen Altenberger Straße 59 Karte                     | 1-schiffiges Langhaus, Rechteckapsis mit abgeschrägten Ecken; giebelseitig vorgesetzter quadratischer Turm; | 11. JH. (Reste Vorgängerbau), 1748 (Turm), 1783–88 (Langhaus), 1934 (Restaurierung) |                         | 19              |
| weitere Bilder                                         | Haus                                                               | Dabringhausen Altenberger Straße 61 Karte                     | 2-geschoss. Schieferbau; zum Kirchplatz 1-geschoss. mit traufseitiger alter Tür; an der Giebelseite alte Holzpfeilertür mit Oberlicht und flank. Dielenfenstern; | Anf. 19. J.                                                                         |                         | 20              |
| weitere Bilder                                         | Wohnhaus - Gasthof zur Post                                        | Dabringhausen, - Altenberger Straße 90/92 Karte               | 2-geschoss. Fachwerkbau mit Mansarddach; Stadtbild prägendes Sichtfachwerkgebäude hoher Architekturqualität; |                                                                                     |                         | 77              |
| weitere Bilder                                         | Fachwerk-Wohnhaus und Dreherei                                     | Dorfhonnschaft Handelsstraße 26 (alte Bez. Altenhöhe 5) Karte | 2-geschoss. Fachwerkbau auf hohem, dem Gelände sich anpassenden Sockel; unregelmäßige kleine Gefache; axiale Fensteranordnung; Wetterseiten verschiefert; rückwärtig kl. Gewerbebetriebsanbau; | ca. 1793 / Mitte 19. J.                                                             |                         | 98              |
| weitere Bilder                                         | Haus                                                               | Dhünn Asmannskotten 3 Karte                                   | |                                                                                     |                         | 105             |
| weitere Bilder                                         | Gaststätte, Hotel                                                  | Dorfhonnschaft Berliner Straße 6 Karte                        | das Ortsbild prägender 2-geschoss., teils verschieferter Fachwerkbau; giebelständig zur Straße stehend mit alter Holztür; Sockel mit Brettern verschalt; straßenseitig weitgehend original erhalten. | 18. J.                                                                              | 24.01.1986              | 48              |
| weitere Bilder                                         | Haus                                                               | Dorfhonnschaft Berliner Straße 18 Karte                       | 2-geschoss.4-achsiger Schieferbau in 4:2 Achsen mit spätklass. Fensterverdachungen, seitlichem Eingang, flaches Walmdach mit profil. Holzkranzgesims; rückwärtig 2-geschoss. Holzveranda - im EG verglast, im OG offen. | 2. Hälfte 19. J.                                                                    | 12.11.1985              | 33              |
| weitere Bilder                                         | Haus                                                               | Dorfhonnschaft Berliner Straße 21 Karte                       | |                                                                                     |                         | 49              |
| Haus                                                   | Haus                                                               | Dorfhonnschaft Berliner Straße 23 Karte                       | |                                                                                     |                         | 50              |
| weitere Bilder                                         | Haus                                                               | Dorfhonnschaft Berliner Straße 25-27 Karte                    | |                                                                                     |                         | 51              |
| weitere Bilder                                         | Haus                                                               | Dorfhonnschaft Berliner Straße 28 Karte                       | |                                                                                     |                         | 62              |
| Haus                                                   | Haus                                                               | Dorfhonnschaft Berliner Straße 37 Karte                       | |                                                                                     |                         | 125             |
| Friedhofskapelle                                       | Friedhofskapelle                                                   | Dorfhonnschaft Berliner Straße 40 Karte                       | |                                                                                     |                         | 112             |
| weitere Bilder                                         | Stadtfriedhof                                                      | Dorfhonnschaft Berliner Straße 40 Karte                       | |                                                                                     |                         | 113             |
| Haus                                                   | Haus                                                               | Dorfhonnschaft Berliner Straße 51 Karte                       | |                                                                                     |                         | 71              |
| Haus                                                   | Haus                                                               | Dorfhonnschaft Berliner Straße 57 Karte                       | |                                                                                     |                         | 36              |
| weitere Bilder                                         | Werkstattgebäude (Stadtwerke)                                      | Dorfhonnschaft Berliner Straße 131 Karte                      | 2. Erweiterungsbau der ehem. Gasanstalt; 2-geschossiger Backsteinbau mit Krüppelwalmdach; div. Schmuckelemente innerhalb der äußeren Fassade | 1897, 1987 Durchbau                                                                 |                         | 70              |
| weitere Bilder                                         | Haus                                                               | Dorfhonnschaft Berufsschulstraße 13 Karte                     | | um 1920                                                                             |                         | 146             |
| weitere Bilder                                         | Haus                                                               | Dorfhonnschaft Brunnenstraße 10 Karte                         | 2-geschoss. verschiefertes Wohnhaus im Neubergischen Stil | 1920-Jahre                                                                          |                         | 65              |
| Haus                                                   | Haus                                                               | Oberhonnschaft Buchholzen 110 Karte                           | 2-geschoss. 7-achsiges Fachwerkhaus traufseitig zur Straße liegend (Sichtfachwerk); 2 dicht nebeneinander liegende neubarocken Eingangstüren, doppelflügeligen Treppen mit schmiedeeisernen Gittern. | 2. Hälfte 19. J.                                                                    |                         | 111             |
| weitere Bilder                                         | Haus                                                               | Dabringhausen Butscheid 1 Karte                               | | 1. Hälfte 19. J.                                                                    |                         | 56              |
| weitere Bilder                                         | Dürholtsche Villa, inkl. Gartenanlage                              | Dorfhonnschaft Dabringhauser Straße 26 Karte                  | zweigeschossige Villa mit hohem Souterrain auf fast quadratischem Grundriss in 3:1 Achsen mit flachem Walmdach, die Fassade zur Straße hin mit flachem Risalit auf der rechten Seite, rundum verputzt mit historischen Schmuckformen, Eingang auf der rechten Seite durch Halbsäulenvorlagen und mächtigen Dreiecksgiebel betont; | in den 1880/90 Jahren                                                               | 27.06.1984 / 04.11.2015 | 1               |
| weitere Bilder                                         | (zus. mit Eich 8) "Bürgerhäuser"                                   | Dorfhonnschaft Eich 6 Karte                                   | breitgelagerter 2-geschoss. verschieferter Fachwerkbau; doppelflügelige alte Holztür, etwas nach rechts versetzt; wohl ursprünglich geschweifte Giebelverdachung auf dem Giebelhäuschen - später begradigt; rundum originale Fenster- und Türeinteilung erhalten; Beispiel für gute Objekte bürgerlichen Wohnens im 18. J.; | 1790-Jahre                                                                          | 27.06.1984              | 2               |
| weitere Bilder                                         | Hotel zur Eich; Bürgerhaus, Gaststätte, Hotel                      | Dorfhonnschaft Eich 7 Karte                                   | sehr breit gelagerter Fachwerkbau (vollständig verschiefert); traufseitig zur Straße stehend und mittig erschlossen über alte Eingangssituation; 2 einachsige Giebelhäuschen; gutes Beispiel für ein Bürgerhaus aus dem Ende des 18. J.; | Ende 18. J.                                                                         | 18.04.1986              | 52              |
| weitere Bilder                                         | "Schumacher'sches Haus", zus. mit Eich 6 "Bürgerhäuser"            | Dorfhonnschaft Eich 8 Karte                                   | 2-geschoss., 5-achsiger Fachwerkbau, der rundum verschiefert ist; traufseitig erschlossen über Mitteleingang mit doppelflügeliger, barocker Holztür; schlicht profiliertes Türgewände erhalten; Walmdach mit mächtigem 1-achsigem Giebelhaus mit geschweiftem Barockgiebel (dominant); rundum originale Tür- und Fensterteilung erhalten; auf der rückwärtigen Traufseite Holzplaudertür, darüber ebenfalls ein barockes Giebelhaus; | 1790-Jahre; renov. 1977                                                             | 27.06.1984              | 3               |
| Haus                                                   | Haus                                                               | Dorfhonnschaft Eich 12 Karte                                  | |                                                                                     |                         | 39              |
| Haus                                                   | Haus                                                               | Dorfhonnschaft, 25, 26 Eich 14 Karte                          | |                                                                                     |                         | 40              |
| Geburtshaus v. Carl Leverkus (05.11.1804 – 01.02.1889) | Geburtshaus v. Carl Leverkus (05.11.1804 – 01.02.1889)             | Dorfhonnschaft Eich 19 Karte                                  | Geburtshaus v. Carl Leverkus (Chemiker/Industrieller), Begründer der Deutschen Ultramarin-Industrie und Namensgeber der Stadt Leverkusen (abgeleitet aus dem Namen der Hofschaft Leverkusen in Remscheid-Lennep, dem alten berg. Stammmhof der Familie). Seine von Wermelskirchen an den Rhein verlagerte Ultramarin-Fabrik war der Grundstein der heutigen Bayer-AG in Leverkusen.                                                  | Ende 18. J./ seitl. Ladeneinbau Ende 19. J.                                         |                         | 37              |
| Haus                                                   | Haus                                                               | Dorfhonnschaft Eich 23 Karte                                  | |                                                                                     |                         | 15              |
| Haus                                                   | Haus                                                               | Dorfhonnschaft Eich 25 Karte                                  | |                                                                                     |                         | 23              |
| Haus                                                   | Haus                                                               | Dorfhonnschaft Eich 31 Karte                                  | |                                                                                     |                         | 38              |
| weitere Bilder                                         | ehem. Wasserwerk und Maschinisten-Wohnhaus                         | Eifgen 8 und 9 Karte                                          | | 1896                                                                                |                         | 151             |
| weitere Bilder                                         | Eipringhauser Mühle                                                | Oberhonnschaft u. 120 Eipringhausen 1a und 1b Karte           | |                                                                                     |                         | 34              |
| alte Schule Eschbachtal                                | alte Schule Eschbachtal                                            | Dorfhonnschaft Eschbachtal 3 Karte                            | ehem. Schule; 2-geschoss., 3-achsige Bruchsteinbau; leicht vorgezogene Mittelachse, betont durch ein Giebelhäuschen mit Krüppelwalmdach; die Außenachsen jeweils als Doppelachsen gebildet; Baukörper als Ganzes intakt und unverändert erhalten; | 1880                                                                                | 09.06.1986              | 57              |
| Haus                                                   | Haus                                                               | Dorfhonnschaft Eschbachtal 30 Karte                           | ehem. Fabrikationsstätte der Feilenschleiferei Ehlis | 2. Hälfte 19. Jahrh.                                                                |                         | 58              |
| Haus                                                   | Haus                                                               | Dorfhonnschaft Friedrichstraße 21 Karte                       | |                                                                                     |                         | 27              |
| Herrenhaus Grosse Ledder                               | Herrenhaus Grosse Ledder                                           | Dabringhausen Große Ledder 3 Karte                            | |                                                                                     |                         | 80              |
|                                                        |                                                                    | Niederwermelskirchen Grünestraße 40 Karte                     | |                                                                                     |                         | 28              |
| weitere Bilder                                         | Haus                                                               | Dabringhausen Gut Luchtenberg Karte                           | |                                                                                     |                         | 117             |
| 2-geschoss. Fachwerkhaus                               | 2-geschoss. Fachwerkhaus                                           | Dhünn Haarbach 1 Karte                                        | 2-geschoss. Fachwerkgebäude auf hohem Bruchstein-/Backsteinsockel; orig. Fenster-/Türeneinteilung erhalten; Ende 19. J. an der Giebelseite verlängert; angebautes Wirtschaftsgebäude; altes Ladetor und Kran erhalten; | 18. J., Anbau 19. J.                                                                | 20.02.1989              | 114             |
| Haus                                                   | Haus                                                               | Oberhonnschaft Habenichts 11 Karte                            | |                                                                                     |                         | 75              |
| weitere Bilder                                         | Haus                                                               | Dorfhonnschaft Haid 7 Karte                                   | 2-geschoss. Fachwerkbau; traufseitiger Eingang mit Flügelfenstern; regelmäßige Fachwerkkonstruktion; originale Fenstereinteilung; |                                                                                     |                         | 66              |
| weitere Bilder                                         | Fachwerk-Wohnhaus; landwirtschaftl. Anwesen                        | Dhünn Halzenberg 49 Karte                                     | | Ende 18. J.                                                                         |                         | 138             |
| weitere Bilder                                         | Evangelische Kirche                                                | Dhünn Hauptstraße Karte                                       | | 1770-1772                                                                           |                         | 78              |
| weitere Bilder                                         | Haus                                                               | Dhünn Hauptstraße 13 Karte                                    | |                                                                                     |                         | 133             |
| Haus                                                   | Haus                                                               | Dhünn Hauptstraße 13a Karte                                   | |                                                                                     |                         | 134             |
| weitere Bilder                                         | Grundschule Dhünn                                                  | Dhünn Hauptstraße 25 Karte                                    | |                                                                                     |                         | 141             |
| weitere Bilder                                         | Haus                                                               | Dhünn Hauptstraße 29 Karte                                    | |                                                                                     |                         | 81              |
| weitere Bilder                                         | ehem. Verwaltungsnebenstelle, einschl. Außenanlagen                | Dhünn Hauptstraße 33 Karte                                    | | um 1900                                                                             |                         | 152             |
| Wasserturm                                             | Wasserturm                                                         | Herrlinghausen Herrlinghausen 31-33 Karte                     | | 1909                                                                                |                         | 147             |
| Haus                                                   | Haus                                                               | Dorfhonnschaft Hilfringhauser Straße 3 Karte                  | |                                                                                     |                         | 24              |
| Haus                                                   | Haus                                                               | Dorfhonnschaft Hilfringhauser Straße 5 Karte                  | |                                                                                     |                         | 25              |
| Haus, ehem. Schule                                     | Haus, ehem. Schule                                                 | Niederwermelskirchen Hoffnung 11 Karte                        | 2-geschoss. verschieferter, 4-achsiger Fachwerkbau; linke Achse leicht vorgezogen und übergiebelt mit gr. Eingangstür; weitgehend original erhaltenes Beispiel für einen ländlichen Schulbau; im EG großer durchgehender Saal mit Mittelstütze. |                                                                                     |                         | 4               |
| Höllenbach Talbrücke                                   | Höllenbach Talbrücke                                               | Dorfhonnschaft, 139, 34, 35 Karte                             | |                                                                                     |                         | 101             |
| weitere Bilder                                         | Bergermühle                                                        | Niederwermelskirchen Im Berg 2 Karte                          | 2-geschossiger langgestreckter Fachwerkbau; barocke Tür mit Inschrift u. Datierung 1654 | 1654                                                                                |                         | 63              |
| weitere Bilder                                         |                                                                    | Niederwermelskirchen Im Berg 5 Karte                          | |                                                                                     |                         | 82              |
| Haus                                                   | Haus                                                               | Dorfhonnschaft In den Steinen 1 Karte                         | |                                                                                     |                         | 123             |
| Haus                                                   | Haus                                                               | Dorfhonnschaft In den Steinen 9 / 10 Karte                    | |                                                                                     |                         | 83              |
| Fachwerkwohnhaus                                       | Fachwerkwohnhaus                                                   | Dorfhonnschaft Jahnstraße 5 Karte                             | gut erhaltener 1-geschoss., 4-achsiger Fachwerkbau mit schlichten Fensterverdachungen, umbiegenden Kranzgesims mit Klötzchenfries; Eingang auf der linken Giebelseite; rückwärtig kl. Schuppenanbau; | Ende 19. J.                                                                         | 20.04.1989              | 115             |
| weitere Bilder                                         | Bürotrakt; ehem. Kattwinkelsche Fabrik                             | Dorfhonnschaft Kattwinkel 3 / 4 Karte                         | ehem. Fabrik f. Schuhe u. Schäfte; erb. d. E.& W. Kattwinkel | 1893–94                                                                             |                         | 18              |
| weitere Bilder                                         | Bogenbinderhalle; ehem. Kattwinkelsche Fabrik; jetzt Kulturzentrum | Dorfhonnschaft Kattwinkel 3 / 4 Karte                         | lt. Bauantrag als doppelte Bogenbinderhalle mit Lichtraupen | 1893–94                                                                             |                         | 18              |
| weitere Bilder                                         | Kesselhaus; ehem. Kattwinkelsche Fabrik; jetzt Kulturzentrum       | Dorfhonnschaft Kattwinkel 3 / 4 Karte                         | Kesselhaus mit Schornstein, Kraftzentrale mit Dampfkesselanlage von 7,5 Atü | 1993–94                                                                             |                         | 18              |
| weitere Bilder                                         | Haus                                                               | Oberhonnschaft Kenkhausen 31 Karte                            | |                                                                                     |                         | 139             |
| weitere Bilder                                         | Haus                                                               | Oberhonnschaft Kenkhausen 33 Karte                            | |                                                                                     |                         | 140             |
| weitere Bilder                                         | Hindenburgturm                                                     | Dabringhausen Ketzberger Höhe 40 Karte                        | |                                                                                     |                         | 41              |
| weitere Bilder                                         | Haus                                                               | Dabringhausen Kleine Ledder Karte                             | |                                                                                     |                         | 96              |
| weitere Bilder                                         | Mühlen- und Wirtschaftsgebäude                                     | Dabringhausen Coenenmühle Karte                               | |                                                                                     |                         | 93              |
| Haus                                                   | Haus                                                               | Niederwermelskirchen Kolfhausen 34 Karte                      | |                                                                                     |                         | 116             |
| Haus                                                   | Haus                                                               | Dorfhonnschaft Kölner Straße 31 Karte                         | |                                                                                     |                         | 79              |
| Kath. Pfarramt                                         | Kath. Pfarramt                                                     | Dorfhonnschaft Kölner Straße 39 Karte                         | |                                                                                     |                         | 68              |
| Kirchturm St. Michael                                  | Kirchturm St. Michael                                              | Dorfhonnschaft Kölner Straße (hinter Haus 39) Karte           | |                                                                                     |                         | 84              |
| Haus                                                   | Haus                                                               | Dorfhonnschaft Kölner Straße 41 Karte                         | |                                                                                     |                         | 94              |
| weitere Bilder                                         | Wohnhaus mit Nebengebäude und zugeh. Freiflächen                   | Dhünn Krähenbach 1 / 2 Karte                                  | 2-geschoss. Fachwerk-Doppelhaus | Kern 17. J.; 1748–49 erweitert                                                      |                         | 121             |
| weitere Bilder                                         | Scheunenanlage                                                     | Dhünn Krähenbach 2 Karte                                      | |                                                                                     |                         | 121             |
| weitere Bilder                                         | Haus                                                               | Dhünn Kreckersweg 14 Karte                                    | |                                                                                     |                         | 30              |
| weitere Bilder                                         | Haus                                                               | Dhünn Kreckersweg 15 Karte                                    | |                                                                                     |                         | 31              |
| weitere Bilder                                         | Haus                                                               | Dhünn Kreckersweg 16 Karte                                    | |                                                                                     |                         | 127             |
| weitere Bilder                                         | Haus Lindscheid                                                    | Dabringhausen Lindscheid 14 Karte                             | |                                                                                     |                         | 108             |
| weitere Bilder                                         | Evangelische Stadtkirche                                           | Dorfhonnschaft Markt 5 Karte                                  | |                                                                                     |                         | 32              |
| weitere Bilder                                         | Haus                                                               | Dorfhonnschaft Markt 9 Karte                                  | |                                                                                     |                         | 5               |
| weitere Bilder                                         | Wohnhaus und Gaststätte (Bergischer Löwe)                          | Dorfhonnschaft Markt 10 Karte                                 | den Markt prägendes breitgelagertes Fachwerkgebäude mit doppelflügeliger Barocktür auf der Traufseite zum Markt | 1758                                                                                |                         | 6               |
| weitere Bilder                                         | Putzbau                                                            | Dorfhonnschaft Markt 11 Karte                                 | | Mitte 19. Jahrh.; gutes Beisp. für Steinarchitektur des 19. J.                      |                         | 7               |
| Haus                                                   | Haus                                                               | Dorfhonnschaft Markt 13 Karte                                 | |                                                                                     |                         | 8               |
| Haus                                                   | Haus                                                               | Dorfhonnschaft Markt 14 Karte                                 | |                                                                                     |                         | 9               |
| weitere Bilder                                         | Haus                                                               | Dorfhonnschaft Markt 15 Karte                                 | |                                                                                     |                         | 60              |
| Markt Kiosk                                            | Markt Kiosk                                                        | überführt ins Freilichtmuseum Lindlar                         | |                                                                                     |                         | ohne            |
| weitere Bilder                                         | Haus                                                               | Dabringhausen Mittelberg 3 Karte                              | langgestreckter 2-geschoss. Fachwerkbau, ehem. Wohn-/Stallgebäude | 19. J.                                                                              | 24.08.1987              | 86              |
| weitere Bilder                                         | Haus                                                               | Dhünn Mittelrautenbach 2 Karte                                | |                                                                                     |                         | 17              |
| weitere Bilder                                         |                                                                    | Dhünn Mittelrautenbach 3 Karte                                | |                                                                                     |                         | 85              |
| Ehemaliges Schulgebäude                                | Ehemaliges Schulgebäude                                            | Niederwermelskirchen Neuenhaus 2 Karte                        | |                                                                                     |                         | 10              |
| weitere Bilder                                         | Haus                                                               | Niederwermelskirchen Neuenhaus 23 Karte                       | |                                                                                     |                         | 87              |
| weitere Bilder                                         | ehem. Schuhfabrik Emil Pfeiffer, Erweiterungsbau                   | Niederwermelskirchen Neuenhaus 27a Karte                      | | 1926 und später                                                                     |                         | 150             |
| ehem. Landschule                                       | ehem. Landschule                                                   | Oberhonnschaft Neuenhöhe 85 Karte                             | 2 geschoss. Schieferbau in 5 Achsen mit Mittelbetonung durch 3 leicht vorgezogene Mittelachsen; hohe Fenster mit Holzgewände und orig. Sprosseneinteilung; umliegendes Kranzgesims aus Holz; Sockel bretterverschalt; zug. kl. Holzschuppen; | Mitte 19. Jahrh.                                                                    | 28.04.1988              | 100             |
| weitere Bilder                                         | 2 geschoss. Fachwerkbau; Mühlengesamtanlage;                       | Niederwermelskirchen Neuemühle 1 Karte                        | zweigeschossiger, vierachsiger Fachwerkbau auf hohem, verputzten Souterrain mit Mitteleingang mit Türblatt vom Anfang des 20. Jh., moderner Treppenaufgang mit altem, schmiedeeisernen Geländer, bis auf die Eingangsseite alle Seiten verschiefert, schlichtes, umbiegendes Kranzgesims, zugehörig Wirtschaftsgebäude bretterverhangen bzw. Putzquader vortäuschend, dieser aus Holz.                                               | 2. Hälfte 19. J.                                                                    |                         | 14              |
| Haus                                                   | Haus                                                               | Dorfhonnschaft Obere Remscheider Straße 7 Karte               | |                                                                                     |                         | 42              |
| weitere Bilder                                         | Haus                                                               | Dorfhonnschaft Obere Remscheider Straße 9 Karte               | |                                                                                     |                         | 43              |
| weitere Bilder                                         | Haus                                                               | Dorfhonnschaft Obere Remscheider Straße 11 Karte              | |                                                                                     |                         | 16              |
| weitere Bilder                                         | Haus                                                               | Dorfhonnschaft Ostringhausen 19 Karte                         | |                                                                                     |                         | 91              |
| weitere Bilder                                         | Haus                                                               | Dorfhonnschaft Ostringhausen 21 Karte                         | |                                                                                     |                         | 90              |
| weitere Bilder                                         | Haus                                                               | Dabringhausen/135 Plettenburg 4 Karte                         | |                                                                                     |                         | 118             |
| weitere Bilder                                         | Villa                                                              | Dorfhonnschaft Preyersmühle 1 Karte                           | 2-geschoss. Villa auf hohem Bruchsteinsockel; hohes Mansarddach 2-geschoss. ausgebaut; asymmetrische Fensteranordnung mit breiten Holzrahmen in neubergischen Formen; | um 1910                                                                             |                         | 44              |
| Villa                                                  | Villa                                                              | Dorfhonnschaft Preyersmühle 3 Karte                           | 1-geschoss. Villa auf hohem Bruchsteinsockel, verschiefert, hohes Kreuzdach mit geschweiftem Giebel; symmetrische Achsenteilung zur Straße hin; Fensterrahmung aus Holz in neubergischen Formen; | 1911/13                                                                             | 26.11.1985              | 45              |
| weitere Bilder                                         | 2-geschoss. verschiefertes Fachwerkwohnhaus                        | Dorfhonnschaft Preyersmühle 5/7 Karte                         | 2-geschoss., 4-achsiges verschiefertes Fachwerkwohnhaus, traufseitig zur Straße stehend, Zugänge von der Giebelseite; Fenster im EG mit profilierter Fensterverdachung; | Ende 19. J.                                                                         | 08.09.1987              | 92              |
| weitere Bilder                                         | Haus                                                               | Dorfhonnschaft Preyersmühle 16 Karte                          | |                                                                                     |                         | 53              |
| Fachwerk-Doppelhaus                                    | Fachwerk-Doppelhaus                                                | Dorfhonnschaft Preyersmühle 20/22 Karte                       | 2-geschoss. Fachwerkdoppelhaus; traufseitig zur Straße stehend; | 1870                                                                                |                         | 132             |
| weitere Bilder                                         | ehem. Mühle; Fachwerkwohnhaus und Ausflugslokal                    | Niederwermelskirchen Rausmühle 1 und 3 Karte                  | 2-geschoss. Fachwerkbau mit Krüppelwalmdach; traufseitig erschlossen über 2 doppelflügelige alte Holztüren; Gesamtsubstanz ist trotz der Umbauten denkmalwert, zumal Oberlauf und Mühlrad erhalten sind. | Mitte 19. J.                                                                        | 17.03.1987              | 95              |
| Haus                                                   | Haus                                                               | Dorfhonnschaft Remscheider Straße 1-3 Karte                   | 2-geschoss. 4-achsiger Schieferbau mit Walmdach mit umlaufenden Klötzchenfries aus Holz; alte doppelflügelige Holztür; Fenstereinteilung original erhalten; | Ende 19. J.                                                                         |                         | 106             |
| Haus                                                   | Haus                                                               | Dorfhonnschaft Remscheider Straße 19 Karte                    | |                                                                                     | 09.06.1986              | 59              |
| Haus                                                   | Haus                                                               | Dorfhonnschaft Remscheider Straße 5 Karte                     | 3-geschoss., 3-achsiges Schieferhaus mit leicht vorgezogenen Mittelachse; Betonung der Mittelachse durch Giebelhäuschen mit geschweiften Giebel; neubarocke Tür- und Fensterrahmung weitend original erhalten; | Anfang 20. J.                                                                       | 18.04.1986              | 107             |
| weitere Bilder                                         | Fassadenteil der ehem. Kattwinkelschen Fabrik                      | Dorfhonnschaft Schillerstraße 5-7 Karte                       | hervorragendes Beispiel für die Gestaltung der Wilhelminischen Industriearchitektur; klare Formen, harmonische Farben; zus. mit der geg.über liegenden Villa (Haus 6) typisches Bauensemble der Zeit; | Wilhelm. Ära                                                                        | 19.01.1987              | 110             |
| weitere Bilder                                         | 2-geschoss. Doppelvilla; Altentagesstätte                          | Dorfhonnschaft Schillerstraße 6 Karte                         | 2-geschoss. Doppelvilla, erbaut für Eugen Kattwinkel; rechts: klass. und Neurenaissance-Schmuckelemente; links: großer Erker, offene Veranda mit Säulenstellung; geschweifte Giebel; weitgehend original erhalten; | 1890                                                                                | 27.06.1984              | 11              |
| Haus                                                   | Haus                                                               | Dorfhonnschaft Schwanen 20 Karte                              | |                                                                                     |                         | 73              |
| Haus                                                   | Haus                                                               | Dorfhonnschaft Schwanen 27 Karte                              | |                                                                                     |                         | 29              |
| weitere Bilder                                         | Haus                                                               | Dorfhonnschaft Schwanen 28 Karte                              | |                                                                                     |                         | 35              |
| Haus                                                   | Haus                                                               | Dorfhonnschaft Sellscheid 113 Karte                           | |                                                                                     |                         | 54              |
| weitere Bilder                                         | Haus                                                               | Dorfhonnschaft Sellscheid 115/117 Karte                       | |                                                                                     |                         | 55              |
| Haus                                                   | Haus                                                               | Dhünn Staelsmühle 12 Karte                                    | |                                                                                     |                         | 64              |
| weitere Bilder                                         | Haus                                                               | Dhünn Staelsmühle 6/7 Karte                                   | |                                                                                     |                         | 76              |
| Wohnhaus einschl. Außenflächen                         | Wohnhaus einschl. Außenflächen                                     | Dorfhonnschaft Stockhauser Straße 10 Karte                    | | 1919                                                                                |                         | 148             |
| weitere Bilder                                         | Altbau Gymnasium                                                   | Dorfhonnschaft Stockhauser Straße 13 Karte                    | klar gegliederte Fassade mit wuchtigem doppelflügeligem Portal mit klassizist. Elementen und krönendem Sandsteinrelief (3 Kinderszenen); | 1897; erweitert 1955 und 1959                                                       |                         | 104             |
| Haus                                                   | Haus                                                               | Oberhonnschaft Süppelbach 10 Karte                            | |                                                                                     |                         | 130             |
| weitere Bilder                                         | Haus                                                               | Oberhonnschaft Süppelbach 11 Karte                            | |                                                                                     |                         | 128             |
| weitere Bilder                                         | Haus                                                               | Oberhonnschaft Süppelbach 8/9 Karte                           | |                                                                                     |                         | 131             |
| Talbrücke Einsiedelstein                               | Talbrücke Einsiedelstein                                           | Dorfhonnschaft Karte                                          | |                                                                                     |                         | 102             |
| weitere Bilder                                         | Haus                                                               | Dorfhonnschaft Telegrafenstraße 56 Karte                      | |                                                                                     |                         | 72              |
| weitere Bilder                                         | Haus                                                               | Dorfhonnschaft Telegrafenstraße 57 Karte                      | |                                                                                     |                         | 26              |
| weitere Bilder                                         | Haus                                                               | Dorfhonnschaft Tente 125 Karte                                | |                                                                                     |                         | 89              |
| Haus                                                   | Haus                                                               | Niederwermelskirchen Tente 44 Karte                           | |                                                                                     |                         | 120             |
| Haus                                                   | Haus                                                               | Niederwermelskirchen Tente 50 Karte                           | |                                                                                     |                         | 88              |
| weitere Bilder                                         | Haus                                                               | Niederwermelskirchen Tente 59 Karte                           | |                                                                                     |                         | 21              |
| Haus                                                   | Haus                                                               | Niederwermelskirchen Tente 95 Karte                           | |                                                                                     |                         | 99              |
| 3-geschoss. gründerzeitl. Putzbau                      | 3-geschoss. gründerzeitl. Putzbau                                  | Dorfhonnschaft Thomas-Mann-Straße 5 Karte                     | 3-geschoss., 6-achsiger gründerzeitl. Putzbau mit 2 Eingangsachsen; rechts mit diagonal versetzter Tür, alte Ladeneinbauten mit profil. Fenstern mit gusseiserner Mittelsäule; Backstein-Putzfassade mit Mansarddach mit Giebelhäuschen; | um 1900                                                                             | 21.04.1987              | 97              |
| 2-geschoss. Schieferbau                                | 2-geschoss. Schieferbau                                            | Dorfhonnschaft Thomas-Mann-Straße 4-6 Karte                   | breitgelag. 2-geschoss. Schieferbau in 6 Achsen mit schlichten Fensterverdachungen und Krüppelwalmdach; Eingang auf der rechten Giebelseite; rückwärtig angebauter 2-geschoss. Fachwerk-Schieferanbau; | zwischen 1870 und 1891                                                              | 27.06.1984              | 12              |
| 2-geschoss. Schieferbau                                | 2-geschoss. Schieferbau                                            | Dorfhonnschaft Thomas-Mann-Straße 7 Karte                     | schlichter 2-geschoss., 4-achsiger Schieferbau, traufseitig zur Straße stehend, Krüppelwalmdach mit umliegenden Kranzgesims mit Klötzchenfries; Eingang auf der linken Giebelseite etwas zurück versetzt; | 2. Hälfte 19. J.                                                                    | 04.02.1987              | 69              |
| 2-geschoss. Schieferbau                                | 2-geschoss. Schieferbau                                            | Dorfhonnschaft Thomas-Mann-Straße 10 Karte                    | traufseit. zur Straße liegender 2-geschoss., 5-achsiger Schieferbau; Mitteleingang und Fenster mit leicht profilierter Holzverdachung; | 2. Hälfte 19. J.                                                                    | 04.02.1987              | 67              |
| Haus                                                   | Haus                                                               | Dorfhonnschaft Thomas-Mann-Straße 26 Karte                    | qualitätsvolle 2-geschoss., 5-achsige Villa mit Mezzaningeschoss auf quadrat. Grundriss; Traufseite zur Straße mit Mitteleingang, mehrstufige Treppe; doppelflügelige alte Holztür mit Pilasterrahmung, ebenso die Fenster im EG; Neurenaissance-Fensterverdachung im OG; links zusätzl. Eingang mit hohem Rundbogen-Flurfenster darüber;                                                                                            | 1878                                                                                | 24.07.1987              | 74              |
| Holzhaus (Typ "Schweizerhaus")                         | Holzhaus (Typ "Schweizerhaus")                                     | Dorfhonnschaft Thomas-Mann-Straße 28a Karte                   | zus. mit der benachbarten Villa (datiert 1878) entstanden; 1-geschoss. Holzbau mit flach geneigtem, weit überstehendem Satteldach mit aufwend. verzierten Sparren und gesägten Ornamenten; Architektur-Typ "Schweizerhaus" des ausgeh. 19. Jahrh.; nahezu vollständig original erhalten; | um 1878                                                                             |                         | 109             |
| weitere Bilder                                         | zweigeschossiger Schieferbau mit Kreuzdach inkl. Villengarten      | Dorfhonnschaft Thomas-Mann-Straße 42 Karte                    | zweigeschossiger Schieferbau mit Kreuzdach und zweigeschossiger Holzveranda zur Thomas-Mann-Straße hin, im OG ist die Holzveranda verglast, die Fassaden ringsum mit reichen Detailformen in Holz geschmückt, auf dem Dach Wetterfahne mit Datierung 1884, alte doppelflügelige Holztüre mit Neurenaissance-Giebelverdachung und Jugendstil-Fensterverglasung erhalten, sehr guter Originalzustand                                   | 1884                                                                                | 07.08.1984              | 13              |
| Villa                                                  | Villa                                                              | Dorfhonnschaft/353 Thomas-Mann-Straße 63 Karte                | | 1906–08                                                                             |                         | 124             |
| weitere Bilder                                         | 2-geschoss., 3-achsige Putzvilla mit verschiefertem Mansarddach    | Dorfhonnschaft Viktoriastraße 3 Karte                         | repräsentative Putzvilla in einem Park; die Traufseite zur Straße wird durch einen aufwändig dreiseitig dekorierten Erker über 2 Geschosshöhen betont; Eingang rechts zurück versetzt; links: Verandenvorbau; hohes Souterrain mit Quaderputz; purifizierte Giebelhäuschen mit Rundbogenfenstern; | 1880-Jahre                                                                          | 18.08.1985              | 22              |
| weitere Bilder                                         | Haus                                                               | Niederwermelskirchen Vorderhufe 62 Karte                      | |                                                                                     |                         | 119             |
| weitere Bilder                                         | Haus                                                               | Dhünn Wöllersberg 10 Karte                                    | 2-geschoss. Fachwerkhof mit schlichter Eingangstüre (traufseitig) und flankierenden Dielenfenstern; schlichte Fachwerkbauweise mit einer im OG verbretterten Giebelseite und angebautem, kleinem Schuppenanbau; zugehöriger alter Holzschuppen; | 1. Hälfte 19. J.                                                                    | 06.09.1988              | 103             |
| Wirtschaftsgebäude und Freiflächen                     | Wirtschaftsgebäude und Freiflächen                                 | Dhünn neben Wöllersberg 10 Karte                              | |                                                                                     |                         | 149             |
| 2-geschoss. Fachwerkwohnhaus einschl. Nebengebäude     | 2-geschoss. Fachwerkwohnhaus einschl. Nebengebäude                 | Oberhonnschaft Wüstenhof 3                                    | | 1890                                                                                |                         | 143             |
| weitere Bilder                                         | Haus                                                               | Dorfhonnschaft Wustbacher Straße 6 Karte                      | |                                                                                     |                         | 122             |
| weitere Bilder                                         | Haus                                                               | Dorfhonnschaft Zurmühle 2 Karte                               | |                                                                                     |                         | 46              |
| weitere Bilder                                         | Haus                                                               | Dorfhonnschaft Zurmühle 3 Karte                               | |                                                                                     |                         | 47              |
| weitere Bilder                                         | Haus                                                               | Dorfhonnschaft Zurmühle 7 Karte                               | 2-geschoss. Fachwerkbau auf hohem, zur Rückseite verputzten Bruchstein-Sockel; Fachwerk traufseitig zur Straße von gute Qualität; originale Fenster im OG, im EG im 20. Jahrh. erneuert; an der linken Giebelseite angebaut 1-geschoss. Fachwerkbau aus dem 20. J.; | um 1880                                                                             | 24.12.1985              | 61              |

## Ehemalige Baudenkmäler
| Bild           | Bezeichnung                       | Lage                                                         | Beschreibung                                                            | Bauzeit | Eingetragen seit | Denkmal- nummer |
| -------------- | --------------------------------- | ------------------------------------------------------------ | ----------------------------------------------------------------------- | ------- | ---------------- | --------------- |
| weitere Bilder | Ringofenziegelei und Nebengebäude | Niederwermelskirchen/61/62 Bechhausen 21 (Ziegeleiweg) Karte | Mit Ausnahme des gemauerten Schornsteins großflächig verfallene Gebäude |         |                  | 144             |
| BW             | Wohnhaus und zugeh. Nebengebäude  | Dhünn, 176, 177, 186 Kreckersweg 2 / 3 Karte                 | Gebäude existiert nicht mehr                                            |         |                  | 129             |
| BW             | Haus                              | Oberhonnschaft Süppelbach 7 (Hof am Eifgen) Karte            | stark modernisiertes Gebäude                                            |         |                  | 142             |